# Estádio Dom Afonso Henriques
Das Estádio Dom Afonso Henriques (deutsch Dom-Afonso-Henriques-Stadion) ist ein Fußballstadion in der portugiesischen Stadt Guimarães. Die Anlage ist die Heimspielstätte und Eigentum des Fußballvereins Vitória Guimarães. Sie wurde nach dem ersten portugiesischen König Alfons I. benannt. Die vom Architekten Eduardo Guimarães entworfene Sportstätte fasst 30.029 Zuschauer.

## Geschichte
Das Stadion in der früheren portugiesischen Hauptstadt wurde 1965 erbaut. Schon damals trug die Anlage eine Hufeisenform, die auch heute noch erkennbar ist. Eine erste Modernisierung fand im Vorfeld der in Portugal stattfindenden Junioren-Fußballweltmeisterschaft 1991 statt. Insgesamt war das Estádio Dom Afonso Henriques Schauplatz von vier Begegnungen der WM, darunter ein Halbfinale. Für die Fußball-Europameisterschaft 2004 wurde es umgebaut und modernisiert. Das anschließende Eröffnungsspiel bestritten Vitória Guimarães und der 1. FC Kaiserslautern (4:1). Die Spielstätte war Austragungsort von zwei Gruppenspielen der EM 2004. Das neue Stadion wurde am 25. Juli 2003 offiziell wiedereröffnet. Da es im Stadtzentrum von Guimarães liegt, von der UNESCO zum Weltkulturerbe erklärt, musste das gesamte Umfeld bei der Umgestaltung berücksichtigt werden.
Am 25. Januar 2004 ereignete sich ein tragischer Unglücksfall im Stadion. In der zweiten Halbzeit des Ligaspiels zwischen Vitória Guimarães und Benfica Lissabon brach der ungarische Nationalspieler Miklós Fehér von Benfica auf dem Spielfeld mit Herzstillstand zusammen. Nach Versuchen der Reanimation starb Fehér auf dem Weg ins Krankenhaus. Nach einem Bericht der portugiesischen Justiz starb er an einem Herzinfarkt.
Bei der U-21-Fußball-Europameisterschaft 2006 war das Stadion Spielort von zwei Vorrundenspielen. Deutschland verlor die Partien gegen Frankreich und Gastgeber Portugal. Portugal erzielte den entscheidenden Treffer zum 1:0 in der vierten Minute der Nachspielzeit. Als Gruppendritter schied man wegen der schlechteren Tordifferenz aus. Der FC Paços de Ferreira nutzte das Stadion für seine Heimspiele in der Gruppenphase der UEFA Europa League 2013/14, da das Estádio da Mata Real mit rund 6500 Plätzen nicht den Anforderungen der UEFA entsprach.
Das Estádio Dom Afonso Henriques war neben dem Estádio do Dragão in Porto Austragungsort des Final Four der UEFA Nations League 2018/19.

## Spiele der portugiesischen Fußballnationalmannschaft in Guimarães
- 16. Feb. 1983:  Portugal –  Frankreich 0:3 (Freundschaftsspiel)
- 26. Mär. 1999:  Portugal –  Aserbaidschan 7:0 (EM-Quali 2000)
- 06. Sep. 2003:  Portugal –  Spanien 0:3 (Freundschaftsspiel)
- 14. Okt. 2009:  Portugal –  Malta 4:0 (WM-Quali 2010)
- 03. Sep. 2010:  Portugal –  Zypern 4:4 (EM-Quali 2012)
- 06. Feb. 2013:  Portugal –  Ecuador 2:3 (Freundschaftsspiel)
- 20. Nov. 2018:  Portugal –  Polen 1:1 (UEFA Nations League)

## Spiele der Junioren-Fußballweltmeisterschaft 1991 in Guimarães
- 16. Juni 1991, Gruppe C:  Ägypten –  Sowjetunion 0:1
- 20. Juni 1991, Gruppe C:  Australien –  Ägypten 1:0
- 20. Juni 1991, Gruppe C:  Trinidad und Tobago –  Sowjetunion 0:4
- 26. Juni 1991, Halbfinale:  Brasilien –  Sowjetunion 3:0

## Spiele der Fußball-Europameisterschaft 2004 in Guimarães
- 14. Juni 2004, Gruppe C:  Dänemark –  Italien 0:0
- 22. Juni 2004, Gruppe C:  Italien –  Bulgarien 2:1 (0:1)

## Spiele der U-21-Fußball-Europameisterschaft 2006 in Guimarães
- 25. Mai 2006, Gruppe A:  Frankreich –  Deutschland 3:0
- 28. Mai 2006, Gruppe A:  Deutschland –  Portugal 0:1

## Spiele des Final Four der UEFA Nations League 2018/19 in Guimarães
- 06. Juni 2019, Halbfinale:  Niederlande –  England 3:1 n. V.
- 09. Juni 2019, Spiel um Platz 3:  Schweiz –  England 0:0 n. V., 5:6 i. E.

## Galerie

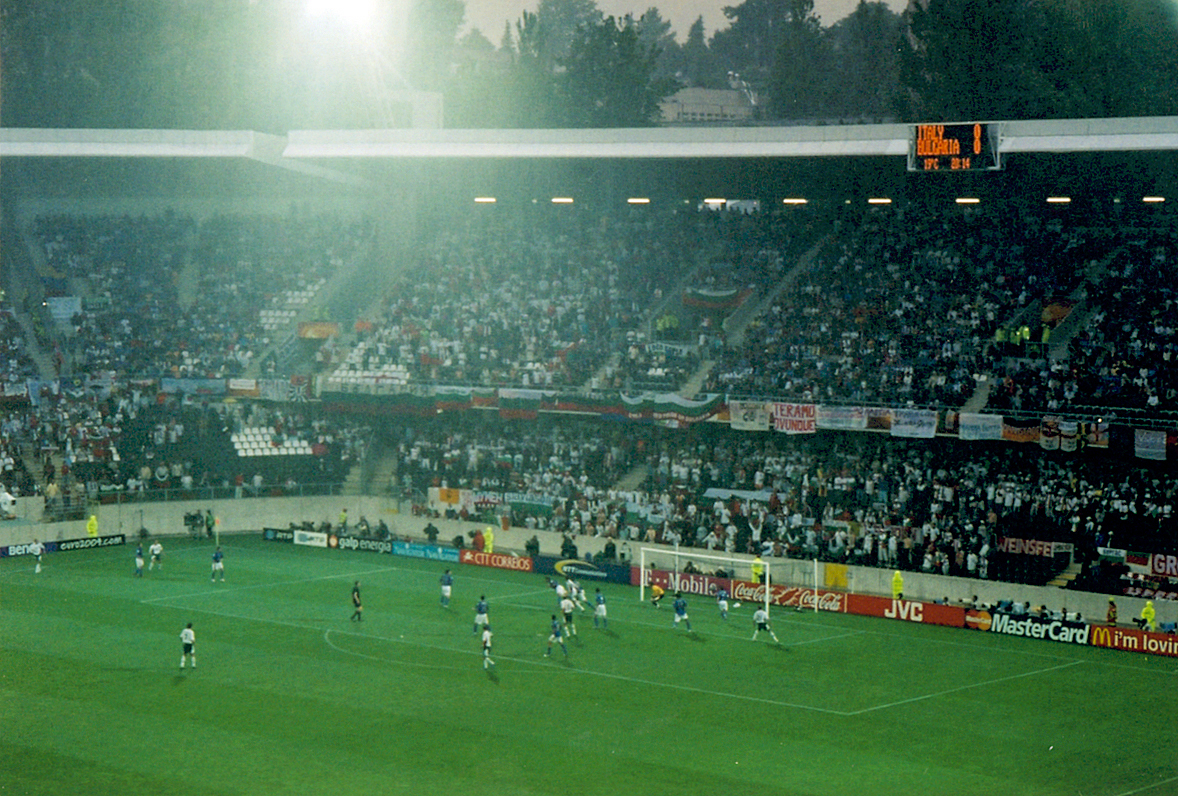
Fußball-Europameisterschaft 2004: Italien gegen Bulgarien
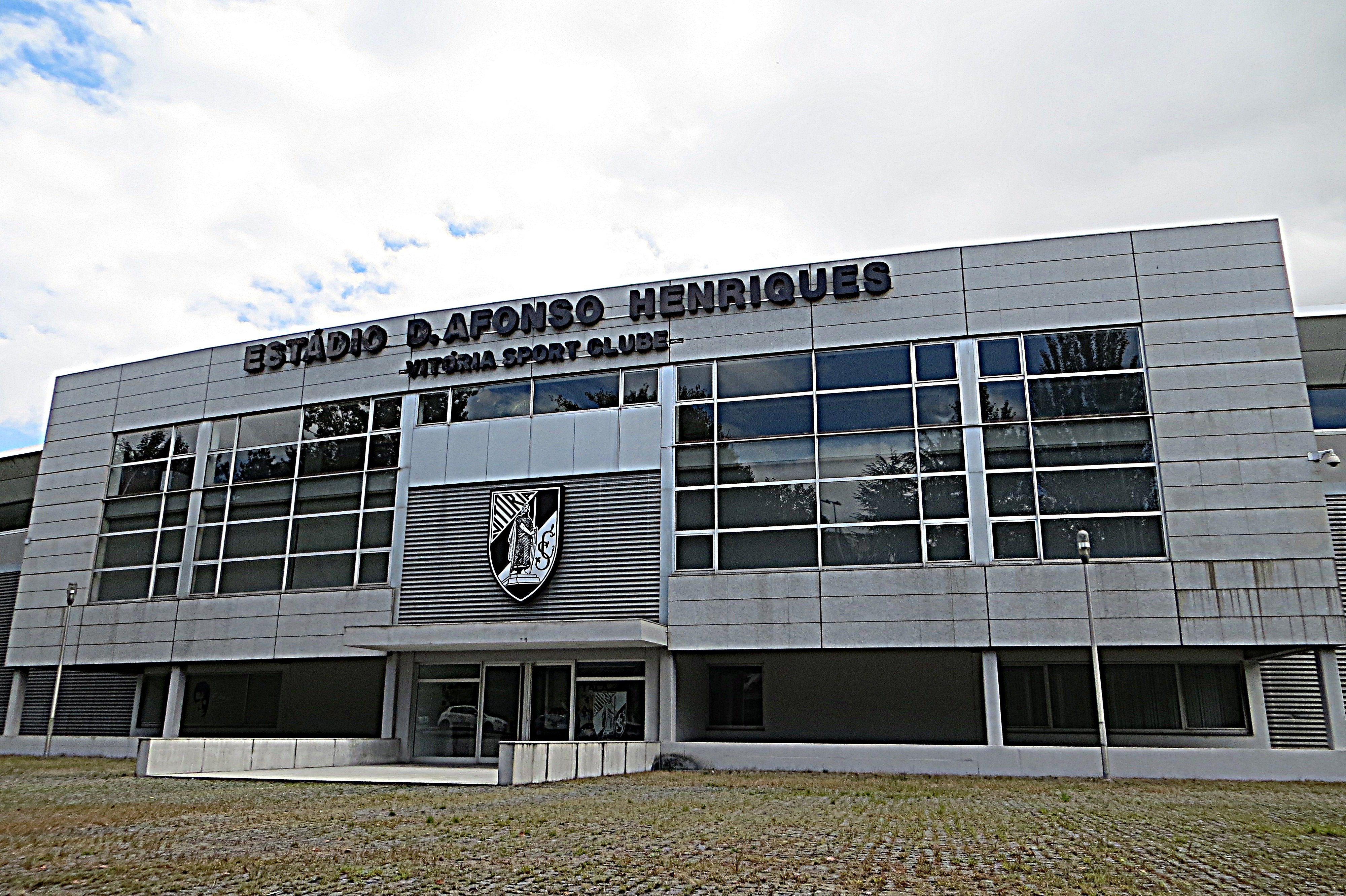
Eingang zum Stadion (2014)
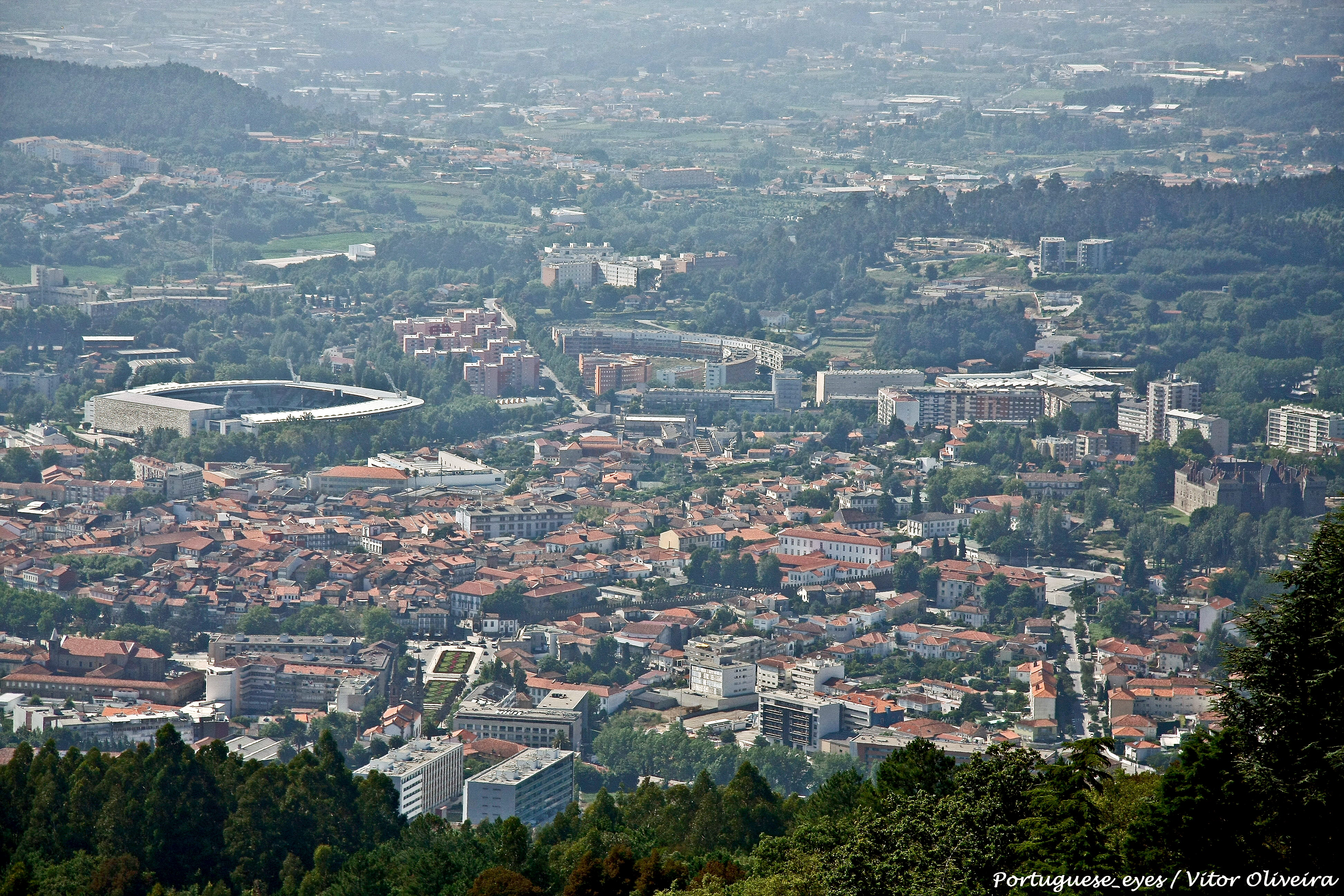
Das Stadion inmitten der Stadt Guimarães (2016)
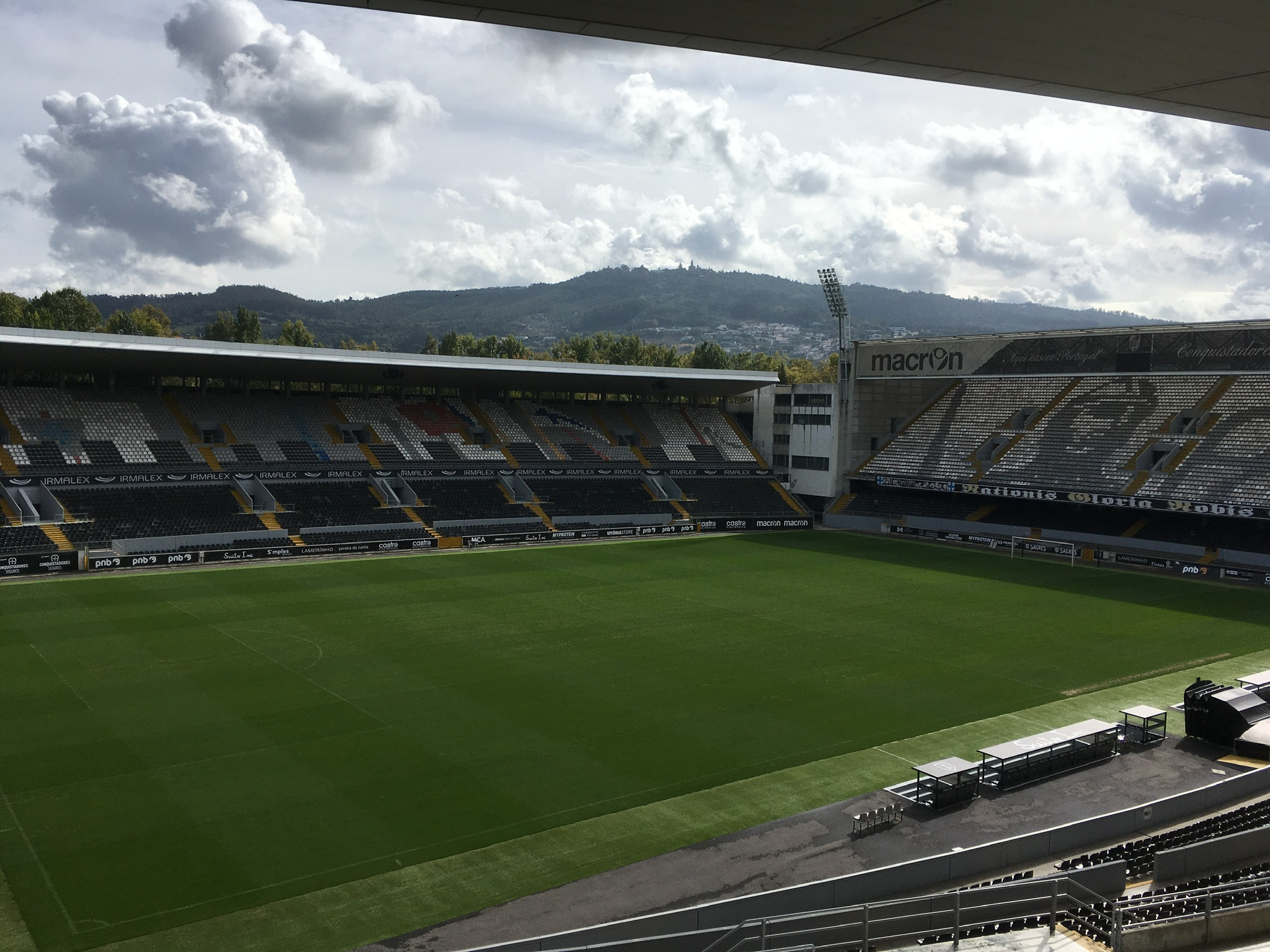
Das Innere des Stadions D. Afonso Henriques (2018)
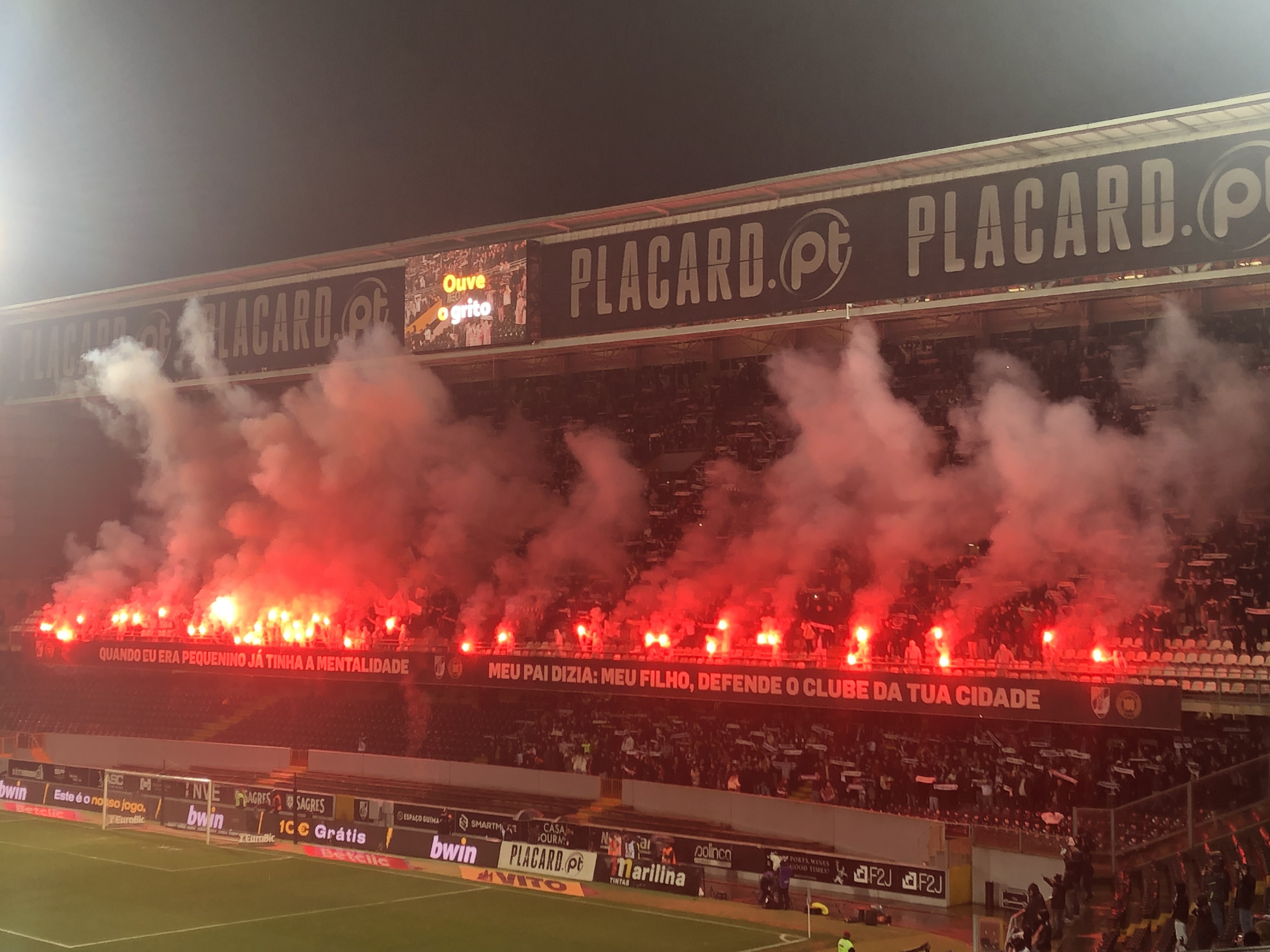
Ultra-Stand bei Spielen des Vitória SC (2024)